# Nicolai Vollquartz
Nicolai Vollquartz er en dansk tidligere fodbolddommer, der siden 1997 har dømt fodboldkampe i den Superliga. I perioden 1999 til 2010 dømte han internationalt under det internationale fodboldforbund FIFA, hvor det blev til en række kampe i UEFA Cupen, Champions League og kvalifikationskampe til diverse slutrunder. I sommeren 2011 indstillede han sin dommerkarriere.

## Nationalt
Nicolai Vollquartz var en af Superligaens absolut mest rutinerede dommere. Han er den dommer med tredjeflest kampe i Superligaen, kun overgået af Claus Bo Larsen og Kim Milton Nielsen.
Han debuterede i den bedste hjemlige række d. 27. juli 1997 i kampen OB – AaB 0-0. Hans sidste kamp var i Parken mellem FC København og AaB d. 29. maj 2011, hvorved det blev det 240 kampe i den bedste række for Vollquartz.
Selvom Nicolai Vollquartz ved indgangen til 2011 faldt for aldersgrænsen for internationale dommere, fik han sammen med Claus Bo Larsen dispensation til at fortsætte dommergerningen i den hjemlige liga sæsonen ud.
Nicolai Vollquartz er bosiddende i Viborg og valgte derfor selv ikke at dømme Viborg F.F.'s kampe for at undgå spekulationer om inhabilitet.

### Statistik
| Sæson     | Antal kampe | Total advarsler ! Advarsler pr. kamp | Total udvisninger | Udvisninger pr. kamp |      |
| --------- | ----------- | ------------------------------------ | ----------------- | -------------------- | ---- |
| 1997/98   | 16          | 45                                   | 2,81              | 3                    | 0,19 |
| 1998/99   | 16          | 42                                   | 2,63              | 4                    | 0,25 |
| 1999/2000 | 18          | 46                                   | 2,56              | 1                    | 0,06 |
| 2000/01   | 15          | 39                                   | 2,60              | 2                    | 0,13 |
| 2001/02   | 17          | 37                                   | 2,18              | 3                    | 0,18 |
| 2002/03   | 18          | 26                                   | 1,44              | 0                    | 0    |
| 2003/04   | 17          | 42                                   | 2,47              | 2                    | 0,12 |
| 2004/05   | 18          | 53                                   | 2,94              | 3                    | 0,17 |
| 2005/06   | 14          | 38                                   | 2,71              | 0                    | 0    |
| 2006/07   | 19          | 67                                   | 3,53              | 3                    | 0,16 |
| 2007/08   | 22          | 58                                   | 2,64              | 1                    | 0,05 |
| 2008/09   | 14          | 37                                   | 2,64              | 1                    | 0,07 |
| 2009/10   | 19          | 40                                   | 2,11              | 3                    | 0,16 |
| 2010/11   | 17          | 38                                   | 2,24              | 0                    | 0    |
| Total     | 240         | 608                                  | 2,53              | 26                   | 0,11 |

## Internationalt
Under FIFA var den højeste indrangering, som Vollquartz opnåede, Premier kategori-dommer, der er det næsthøjeste niveau for internationale dommere. I de sidste år af sin internationale karriere blev han pga. skader rykket ned i kategori 2-gruppen.
Han stoppede internationalt efter 2010, da han faldte for FIFA's aldersgrænse på 45 år.